# Čoeung Ek
Čoeung Ek je spomenik, ki se nahaja na je kraju nekdanjega sadovnjaka in množičnega grobišča žrtev Rdečih Kmerov – ubitih med letoma 1975 in 1979 – v okrožju Dangkao v provinci Phnom Penh, približno 17 kilometrov južno od središča mesta Phnom Penh. Je najbolj znano območje med območji, znanimi kot Polja smrti, kjer je Pol Potov režim med letoma 1975 in 1979 pobil več kot milijon ljudi.
Spomenik je zgrajen v budističnem slogu in je posvečen žrtvam režima Rdečih Kmerov. Spomenik v notranjosti vsebuje tudi več kot 5000 razstavljenih človeških lobanj žrtev. Nekateri spodnji nivoji spomenika so odprti čez dan, tako da je lobanje mogoče videti neposredno. Kamboška vlada spodbuja turiste, da obiščejo spomenik. Poleg notranjosti spomenika so v bližini na voljo še jame, iz katerih so bila izkopana trupla žrtev.